# Sucker Punch Productions
Sucker Punch Productions to amerykańska firma produkująca gry na konsole. Założona w 1997 z siedzibą w Bellevue w stanie Waszyngton. Od 2011 roku jest częścią SCE Worldwide Studios.

## Gry
| Nazwa Gry                             | Data wydania         | Platforma     |
| ------------------------------------- | -------------------- | ------------- |
| Rocket: Robot on Wheels               | 17 listopada 1999    | Nintendo 64   |
| Sly Cooper and the Thievius Raccoonus | 23 września 2002     | PlayStation 2 |
| Sly 2: Band of Thieves                | 14 września 2004     | PlayStation 2 |
| Sly 3: Honor Among Thieves            | 26 września 2005     | PlayStation 2 |
| Infamous                              | 26 maja 2009         | PlayStation 3 |
| Niesławny: Infamous 2                 | 7 czerwca 2011       | PlayStation 3 |
| Niesławny: Infamous – Festiwal krwi   | 25 października 2011 | PlayStation 3 |
| Infamous: Second Son                  | 21 marca 2014        | PlayStation 4 |
| Infamous: First Light                 | 26 sierpnia 2014     | PlayStation 4 |
| Ghost of Tsushima                     | 17 lipca 2020        | PlayStation 4 |